# Winthrop Sargeant
Winthrop Sargeant (* 10. Dezember 1903 in San Francisco; † 15. August 1986 in Salisbury/Connecticut) war ein US-amerikanischer Geiger und Musikkritiker.
Sargeant wurde 1922 achtzehnjährig das jüngste Mitglied der San Francisco Symphony. 1926 ging er nach New York, wo er zunächst Mitglied der New York Symphony und ab 1928 der New Yorker Philharmoniker wurde.
1930 beendete er seine aktive Musikerlaufbahn, um sich der Musikkritik und -wissenschaft zu widmen. Von 1937 bis 1945 schrieb er Musikkritiken für das Time Magazine, danach bis 1949 für das Life Magazine. Von 1949 bis 1972 schrieb er die Musikkolumne für den New Yorker.
Daneben verfasste er eine Reihe musikhistorischer und -theoretischer Bücher, darunter Jazz: Hot and Hybrid (1938), Geniuses, goddesses, and people (1949), Listening to music (1958), Jazz: a history (1964) und Divas (1973), eine Autobiographie (In spite of myself: a personal memoir, 1970)  und veröffentlichte 1979 eine Übersetzung der Bhagavad Gita.

## Publikationen (Auszug)
- The Bhagavad Gita, Albany : State University of New York Press, 18. Auflage : 2009
- Listening to music, New York : Dodd, Mead, 8. Auflage : 1977
- Jazz, hot and hybrid, New York : Da Capo Press, 1975
- Divas, New York : Coward, McCann & Geoghegan, 6. Auflage : 1973
- Geniuses, goddesses, and people, New York : E.P. Dutton, 5. Auflage 1970